# Der Meister (Ponten)
Der Meister ist eine Novelle von Josef Ponten aus dem Jahr 1919. 

## Handlung
Der Dombaumeister Gottschalk ist für den Erhalt eines alten gotischen Domes verantwortlich. Nachdem der Dom 500 Jahre überdauerte, zeigten sich in den letzten 100 Jahren immer größere Risse in den Wänden und dem Dach des Chorraums. Wie seine Vorgänger lässt Gottschalk die Risse zuschmieren, sie reißen aber immer wieder auf. Inzwischen stehen auch die Wände des Chors nicht mehr senkrecht, sondern neigen sich nach außen. Trotz aller Nachforschungen kann er die Ursache nicht finden und er befürchtet, dass der Chor bald zusammenstürzen wird. Aus diesem Grund ist er mit seiner Frau Bertha und seiner zwanzigjährigen Tochter Gisela von seinem Haus an der Nordseite des Domplatzes (in unmittelbarer Nähe des Chors) in ein kleineres Haus an der Südseite gezogen. Als er gegenüber Bertha seine Verzweiflung über den Zustand des Domes äußert, drängt sie ihn, öffentlich vor einem möglichen Einsturz zu warnen. Gottschalk lehnt dies jedoch ab, um seinen guten Ruf als Baumeister nicht zu gefährden, und riskiert somit das Leben der Kirchenbesucher. Darüber geraten Bertha und Gottschalk in Streit; die hinzukommende Gisela versucht, die beiden zu versöhnen.
Für den nächsten Tag hat Gottschalk einen seiner Arbeiter von der Dombauhütte, Gottfried, zu sich eingeladen. Gottfried arbeitet dort erst seit 14 Tagen, aber Gottschalk hat schon dessen hervorragendes Verständnis der Baukunst erkannt. Bertha findet heraus, dass Gottschalk plant, Gisela mit Gottfried zu verheiraten und ihn zu seinem Nachfolger zu machen.
Gottfried tritt bei seinem Besuch sehr offen und selbstbewusst auf, was Gottschalk als provozierend empfindet. Er behauptet, dass ein Baumeister sich auf seine guten Einfälle verlassen muss, während Gottschalk Fleiß und Wissen für wichtiger hält als Kreativität. Er befragt Gottfried darüber, was den Verfall des Chorraums verursacht hat und wie dieser zu retten sei – scheinbar, um ihn zu prüfen, tatsächlich aber, weil Gottschalk die Antwort selbst nicht weiß. Gottfried behauptet, dies alles zu wissen und darüber eine Denkschrift verfasst zu haben. Je strenger Gottschalk ihn zur Herausgabe dieser Denkschrift auffordert, umso mehr weigert sich Gottfried aber und verlässt die Familie wieder.
Eigentlich will Gottfried am nächsten Tag die Bauhütte verlassen und weiterziehen, doch Bertha kann ihn davon abhalten. Sie besucht ihn in den nächsten Tagen mehrmals auf der Baustelle, lässt sich von ihm die Bauarbeiten erklären und versucht, ihn zur Herausgabe der Denkschrift zu bewegen. Gottfried, der als Waisenkind aufgewachsen ist, fühlt sich zu Bertha als einer Art Ersatzmutter hingezogen. Er weigert sich jedoch ihr die Denkschrift zu geben, da er, wie er offen zugibt, Gottschalk für einen „Stümper“ hält und ihm nicht gönnt, die Idee für die Rettung des Chores als seine eigene auszugeben. Erst dessen Nachfolger soll die Schrift erhalten.
Gottfried erklärt Bertha seinen Plan, nimmt ihr aber das Versprechen ab, nichts davon ihrem Mann zu verraten: Er hat erkannt, dass die Eisenstäbe, die die riesigen Chorfenster unterteilen, nicht nur die Fenster stabilisieren, sondern sich im Mauerwerk um den ganzen Chor herum fortsetzen und einen Ringanker bilden. Später müssen diese Verbindungen bei der Restaurierung des Fenstermaßwerks unterbrochen worden sein, sodass die Wände des Chors nicht mehr mit dem Hauptschiff verbunden sind und sich nach außen neigen können. Bertha, die mit ihrem Mann wegen dessen Starrsinn und Selbstsucht inzwischen regelrecht verfeindet ist, hält ihr Versprechen und sagt ihm nichts von dieser Entdeckung. Später nimmt sie sogar Gottfrieds Denkschrift an sich, damit dieser sie nicht immer bei sich tragen muss.
Nun befiehlt Gottschalk seiner Tochter Gisela, Gottfried auf der Baustelle zu besuchen, auf dessen Gerüst zu steigen und ihm die Denkschrift zu entlocken. Sie befolgt diesen Auftrag trotz der Gefahr abzustürzen. Beim Gespräch auf dem Gerüst bemerken Gottfried und Gisela ihre Zuneigung füreinander, doch Gottfried will, wenn überhaupt, durch eigene Leistung zum Baumeister aufsteigen, nicht durch Heirat.
Gottschalk spioniert nun Gottfried im Dom hinterher und versteckt sich in einem Holzverschlag. Gottfried bemerkt dies, ruft den Schweizer zu sich und lästert mit ihm über die Unfähigkeit und Feigheit des Baumeisters, um diesen zu einer Reaktion zu provozieren. Irgendwann hält es Gottschalk nicht mehr aus, kommt aus seinem Verschlag und droht Gottfried, dieser werde noch bekommen, was er verdiene.
In der Nacht geht Gottschalk auf das Gerüst, auf dem Gottfried am nächsten Tag arbeiten wird, und lockert einen Tragbalken. Am nächsten Morgen stürzt Gottfried in die Tiefe und ist sofort tot. Die Denkschrift hatte er aber nicht bei sich, sodass Gottschalk immer noch mit leeren Händen dasteht. Bertha durchschaut sofort, dass ihr Mann Gottfried ermordet hat, und macht ihm klar, dass es für ihn nur noch einen Weg gibt, ein Einstürzen des Chores zu verhindern: Er muss in der Nacht auf das Gerüst gehen und sich selbst in den Tod stürzen, damit ein neuer, besserer Baumeister Gottfrieds Plan umsetzen kann. Er traut sich nicht, seiner Frau zu widersprechen, und macht sich auf den Weg.

## Veröffentlichung
Der Meister erschien 1919 bei der Deutschen Verlags-Anstalt Stuttgart, später auch beim Schaffstein-Verlag in Köln sowie beim Insel Verlag. Übersetzungen wurden in italienischer, niederländischer und serbischer Sprache veröffentlicht. Zudem produzierte das Deutsche Zentrum für barrierefreies Lesen eine Hörbuch-Version.